# Santiago Cueto Caballero
Santiago Cueto Caballero (n. Washington D. C., 23 de septiembre de 1960) es un psicólogo, investigador en educación y profesor universitario peruano. 

## Datos biográficos
Hijo de Carlos Cueto Fernandini, filósofo y educador, y de Lilly Caballero de Cueto, educadora. Se licenció en psicología educacional en la Pontificia Universidad Católica del Perú y obtuvo su doctorado en psicología educacional en la Universidad de Indiana, Estados Unidos. Su tesis de doctorado fue «Un estudio descriptivo de un programa comunitario de educación en valores» (1993). Cumplió un posdoctorado en la Universidad de California. 
Realizó investigaciones sobre los factores determinantes del rendimiento escolar en las zonas de alta pobreza del Perú. Trabajó en una investigación del Ministerio de Educación sobre sistemas de evaluación de rendimiento escolar, cuyos resultados se han publicado en los boletines Crecer, de dicho ministerio. 
Es Coordinador en el país de Niños del Milenio, conocido internacionalmente como Young Lives. Ha sido investigador visitante de la Universidad de California en Davis, donde trabajó con el Dr. Ernesto Pollitt. Actualmente es Investigador Principal de GRADE, secretario ejecutivo del Fondo de Investigaciones Educativas y profesor del Departamento de Psicología y la Maestría en Políticas Educativas de la Pontificia Universidad Católica del Perú. Sus dos principales áreas de interés son las oportunidades educativas de diversos grupos de estudiantes y el desarrollo infantil. 
En 2003, en la conferencia anual del Global Development Network (GDN), uno de sus trabajos fue premiado con la medalla a la mejor investigación en la categoría Educación, Conocimiento y Tecnología.
Se le otorgó el Premio Nacional de Psicología 2010 (enlace roto disponible en Internet Archive; véase el historial, la primera versión y la última)..

## Obra
- Promoting Early Childhood Development through a Public Programme: Wawa Wasi in Peru (enlace roto disponible en Internet Archive; véase el historial, la primera versión y la última).(2009)
- La calidad de la participación de los padres de familia y el rendimiento estudiantil en las escuelas públicas peruanas (2008)
- Capital social y resultados educativos en el Perú urbano y rural (enlace roto disponible en Internet Archive; véase el historial, la primera versión y la última).
- Educación ciudadana, democracia y participación (1998).